# ココナッツ娘。
ココナッツ娘。（ココナッツむすめ）は、ハワイ出身メンバーのみで結成された女性歌手グループ、女性アイドルグループ。所属事務所はアップフロントプロモーション（旧：アップフロントエージェンシー）。『ASAYAN』で結成された、ハロー!プロジェクトの創設期のグループの1つである。

## メンバー
- チェルシー・チン（1982年9月26日 - ）-アメリカ合衆国ハワイ州出身 中国系アメリカ人
- エイプリル・ババラン（1983年4月15日 - ）-アメリカハワイ州出身 両親はフィリピン人
- ダニエル・デラウニー（1983年9月6日 - ）-アメリカハワイ州マウイ島出身 ネイティブ・アメリカン
- レフア・サンボ（1983年2月7日 - ）-アメリカハワイ州出身
- ミカ・タレッサ・トッド（1984年5月28日 - 、日本名：黒澤美歌）-アメリカハワイ州オアフ島出身 父がオーストラリア人、母が日本人
- アヤカ（1981年10月30日 - 、本名：谷原絢香（たにはら あやか）旧姓：長手（ながて）、木村（きむら）） - 日本兵庫県神戸市出身

## 特徴
結成時はハワイ在住の女子高生5人によるグループであったが、その後メンバーの入れ替わりがあり、2002年にはアヤカとミカの2名となる。その後2004年にミカが卒業。以降アヤカ一人のソロユニットとして活動を続けていたが、2008年にアヤカが卒業。そのため事実上解散した。
『ASAYAN』ではモーニング娘。のライバルとして扱われた。

## 略歴
1998年
- 11月、ハワイで「パシフィック・ドリーム・ポップシンガーコンテスト」が開催される。

1999年
- 3月、オーディションの応募者1500人の中からシャ乱Qのまことによる最終審査で合格したアヤカ、ミカ、チェルシー、エイプリル、ダニエルの5人でココナッツ娘を結成した。
- 7月、つんく♂プロデュースの下、「ハレーションサマー」でデビューした。この頃、台湾でも「M-CO2」としても活動。

2000年
- 1月、チェルシー、エイプリルが学業優先の為卒業、レフアが加入。
- 5月、ココナッツ娘からココナッツ娘。に改名。

2001年
- 1月、ミカがミニモニ。に参加。
- 5月、ダニエルが学業優先の為卒業。

2002年
- 2月、レフアが学業優先の為卒業。
- 7月、アヤカがプッチモニに加入する。

2003年
- 8月、アヤカがROMANS（ロマンス）に参加。

2004年
- 5月2日、ミカのロサンゼルス留学に伴いアヤカ単独での活動開始。

2008年
- 4月30日、女優を目指す為、アヤカが卒業。これに伴い、約9年間にわたって活動した同ユニットは、全てのメンバーが卒業した。

## メンバーのその後
- チェルシー - 卒業後、ホクやマライア・キャリーのPVに出演。その後も沢山のCMに出演しアメリカでモデルとして活躍中。
- ダニエル - 2013年にシングルMother Dearをリリース[2]。
- レフア - 2003年にミスハワイUSAにてMiss Congenialityを受賞。2008年にハワイ代表でMrs. United Statesに出場。プロサーファーと結婚し一女の母親になっている。
- ミカ - ミカ・タレッサ・トッドを参照。
- アヤカ - 長手絢香を参照。

## 音楽

### シングル
1. ハレーションサマー／サマーナイトタウン(English Version)（1999年7月23日）
  - ハレーションサマーはテレビ東京系『キョロちゃん』前期オープニングテーマ[3]。
2. DANCE & CHANCE（1999年8月25日）
3. 常夏娘（2000年5月17日）
4. 私も「I LOVE YOU」（2000年7月26日）（この曲までSME Recordsでのリリース。）
5. 情熱行き 未来船（2001年8月22日）（この曲のみzetimaでのリリース。）

### オムニバスアルバム収録曲
1. サマーナイトタウン (English Version)
  - プッチベスト〜黄青あか〜 トラック:14
2. DANCE & CHANCE (English Version)
  - プッチベスト〜黄青あか〜 トラック:15
3. 情熱行き 未来船
  - プッチベスト2〜三・7・10〜 トラック:10
4. Mr.Moonlight〜愛のビッグバンド〜 （ハワイアン Version）
  - プッチベスト3 トラック:15

### ビデオ・DVD
- 1stビデオ『ココナッツ娘』（1999年10月21日）

### オムニバスDVD収録曲
1. サマーナイトタウン (English Version)
  - プッチベストDVD〜黄青あか〜
2. DANCE & CHANCE
  - プッチベストDVD〜黄青あか〜
3. 情熱行き 未来船
  - プッチベスト2DVD〜三・7・10〜

## 出演

### テレビ
- フライデーナイトはお願い!モーニング（テレビ岩手製作日本テレビ系列）
- 美少女教育（2001年4月 - 9月、TXN）

『AYAKAのとつげき英会話』にアヤカのみレギュラー出演
- 美少女教育II（2002年4月 - 9月 TXN）

番『AYAKAのとつげき英会話』にアヤカのみレギュラー出演
- アイドルをさがせ!
- ハロー!モーニング。
- Pランド 〜パシフィックランド〜

### コンサート
- Hello! Project サマーコンサート '99（1999年8月24日 - 26日）
- Hello! Project ハッピーニューイヤー 2000 （2000年1月2日 - 30日）
- Hello! Project 2000 集まれサマーパーティ （2000年7月15日 - 9月10日）
- Hello! Project 2001 すごいぞ! 21世紀 （2001年1月2日 - 2月25日）
- Hello! Project 2001 TOGETHER! サマーパーティー! （2001年7月14日 - 28日）
- モーニング娘。CONCERT TOUR 2001 “ライブレボリューション夏”（2001年8月4日 - 9月30日）
- Hello! Project 2002 〜今年もすごいぞ〜 （2002年1月2日 - 2月17日）
- モーニング娘。CONCERT TOUR 2002春 “LOVE IS ALIVE!” （2002年3月30日 - 4月28日）
- Hello! Project 2002 〜ONE HAPPY SUMMER DAY〜 （2002年7月13日 - 28日）
- モーニング娘。CONCERT TOUR 2002夏 “LOVE IS ALIVE!” （2002年8月3日 - 9月23日）
- モーニング娘。CONCERT TOUR 2002秋 “LOVE IS ALIVE!” （2002年10月26日 - 11月30日）
- Hello! Project 2003 Winter 〜楽しんじゃってます!〜 （2003年1月2日 - 2月2日）
- モーニング娘。CONCERT TOUR 2003春 〜NON STOP!〜 （2003年3月27日 - 5月5日）
- Hello! Project 2003夏 〜よっしゃ! ビックリサマー!!〜 （2003年7月19日 - 27日）
- モーニング娘。CONCERT TOUR 2003 〜15人でNON STOP!〜 （2003年8月16日 - 10月5日）
- Hello! Project 2004 Winter 〜C'MON! ダンスワールド〜 （2004年1月3日 - 25日）
- モーニング娘。CONCERT TOUR 2004春 〜The BEST of Japan〜 （2004年4月3日 - 5月2日）
- Hello! Project 2004 Summer 〜夏のドーン〜 （2004年7月17日 - 8月1日）
- Hello! Project 2005 Winter 〜A HAPPY NEW POWER! 白組〜 （2005年1月4日 - 23日）
- Hello! Project 2005 Winter オールスターズ大乱舞 〜A HAPPY NEW POWER! 飯田圭織卒業スペシャル〜 （2005年1月29日・30日）
- Hello! Project 2005 夏の歌謡ショー 〜'05 セレクション! コレクション!〜 （2005年7月10日 - 24日）
- Hello! Project 2006 Winter 〜エルダークラブ〜（2006年1月2日 - 22日）
- Hello! Project 2006 Winter 〜全員集GO!〜（2006年1月28日・2006年1月29日）
- ハロ☆プロオンステージ! 2006日本青年館公演「友情と魔法のトランプ〜スター楽屋裏物語〜」（2006年2月15日 - 19日）
- Hello! Project 2007 Winter 〜エルダークラブ The Cerebration〜 （2007年1月5日 - 20日）
- Hello! Project 2007 Winter 〜集結! 10th Anniversary〜 （2007年1月27日・2007年1月28日）
- Hello! Project 2007 Summer 10th アニバーサリー大感謝祭〜ハロ☆プロ夏祭り〜 （2007年7月15日 - 29日）
- Hello! Project 2008 Winter 〜かしましエルダークラブ〜 （2008年1月5日 - 19日）
- Hello! Project 2008 Winter 〜決定! ハロ☆プロアワード'08〜 （2008年1月26日・2008年1月27日）

### ミュージカル
- LOVEセンチュリー -夢はみなけりゃ始まらない- （2001年5月3日 - 27日 モーニング娘。主演）
- けん&メリーのメリケン粉オンステージ!（2003年2月5日 - 23日 後藤真希主演）
- 江戸っ娘。忠臣蔵 （2003年5月31日 - 6月29日 モーニング娘。主演）
- サヨナラのLOVE SONG（2004年2月18日 - 2月29日|29日 後藤真希主演）
- ふしぎ少女探偵 キャラ＆メル （2005年3月18日 - 4月10日 W (ハロー!プロジェクト)|W主演 ）

### CM
- ハウス食品「オーザック」

## 書籍

### 写真集
- AYAKA - アヤカ写真集（2003年9月5日、ワニブックス）

### その他
- MIKAのイケてる英会話（2002年5月1日、小学館）
- ココナッツ娘。の楽しいハワイ留学（2002年8月5日、ワニブックス）